# Anna-Greta Leijon

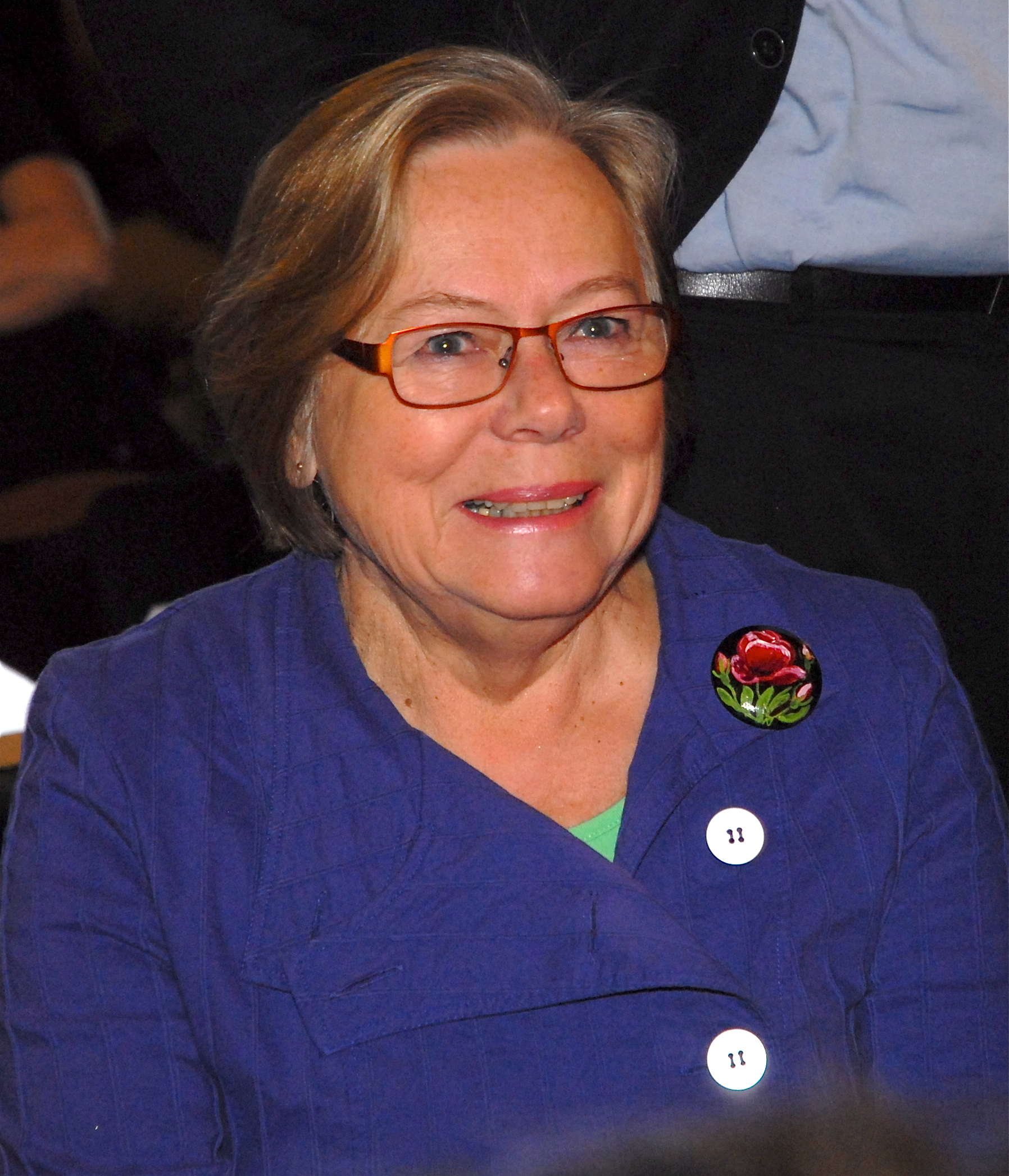
Anna-Greta Leijon (2012)

Anna Margareta „Anna-Greta“ Maria Leijon (* 30. Juni 1939 in Stockholm; † 11. April 2024 ebenda) war eine schwedische Politikerin der Schwedischen Sozialdemokratischen Arbeiterpartei SAP (Sveriges socialdemokratiska arbetareparti), die unter anderem zwischen 1974 und 1985 sowie erneut von 1988 bis 1990 Mitglied des Reichstages (Sveriges riksdag) war. In der Regierung Palme I war sie zwischen 1973 und 1976 als Ministerin ohne Geschäftsbereich (Konsultativt statsråd) dem Minister für den Arbeitsmarkt (Arbetsmarknadsminister) beigeordnet und dort zuständig für Einwanderung und sollte als solche von dem Terroristen Norbert Kröcher entführt werden. Sie war in der Regierung Palme II zwischen 1982 und 1986 Ministerin für den Arbeitsmarkt und bekleidete dieses Ministeramt von 1986 bis 1986 auch in der Regierung Carlsson I, ehe sie zwischen 1987 und 1988 Justizministerin war. Sie fungierte zudem zwischen 1995 und 2005 als Geschäftsführerin der Stiftung des Stockholmer Freilichtmuseums Skansen.

## Leben
Anna Margareta „Anna-Greta“ Maria Leijon, Tochter des Justizvollzugsbeamten Karl Helmer Leijon und der Gesundheitsassistentin Selma Margareta Ingeborg Nyman, begann nach dem Abitur (Studentexamen) ein Studium der Politikwissenschaft an der Universität Uppsala, welches sie 1964 als Filosofie kandidat beendete. Während des Studiums engagierte sie sich 1959 als Ombudsfrau des Studentenverbandes für Jugendnüchternheit SSUH (Sveriges studerande ungdoms helnykterhetsförbund) sowie von 1963 bis 1964 als Ombudsfrau für Soziales im Studentenwerk der Universität Uppsala. Nachdem sie Mitglied des Vorstands der Sozialdemokratischen Studentenvereinigung (Socialdemokratiska studentförbundet) war, fungierte sie zwischen 1964 und 1965 als Vorsitzende dieser Organisation. 1964 nahm sie eine Beschäftigung bei der Arbeitsagentur AMS (Arbetsmarknadsstyrelsen) auf und war dort zuletzt von 1970 bis 1973 erste Bürosekretärin. Daneben begann sie Ende der 1960er Jahre ihr Engagement für die Sozialdemokratische Arbeiterpartei SAP (Sveriges socialdemokratiska arbetareparti) in der Kommunal- und Provinzpolitik. Sie war zunächst zwischen 1968 und 1971 Mitglied der Schulbehörde sowie von 1972 bis 1973 Mitglied des zentralen Sozialausschusses der Gemeinde Järfälla und gehörte außerdem zwischen 1971 und 1973 dem Provinziallandtag (Landsting) der Provinz Stockholm.
Am 10. Januar 1974 wurde Anna-Greta Leijon für die SAP erstmals Mitglied des Reichstages (Sveriges riksdag) und gehörte diesem zunächst bis zum 29. September 1985 an. In der Regierung Palme I war sie zwischen dem 3. November 1973 und dem 8. Oktober 1976 als Ministerin ohne Geschäftsbereich (Konsultativt statsråd) dem Minister für den Arbeitsmarkt (Arbetsmarknadsminister) beigeordnet und dort zuständig für Einwanderung. Sie war zudem von 1975 bis 1990 Mitglied des Vorstands der SAP. Im April 1975 verfolgte Norbert Kröcher, Mitglied der terroristischen Vereinigung Bewegung 2. Juni, über die Medien in Schweden die Geiselnahme von Stockholm der Rote Armee Fraktion (RAF) in der bundesdeutschen Botschaft und die anschließende Auslieferung der überlebenden Tatbeteiligten an die Bundesrepublik Deutschland. Als Reaktion darauf plante Kröcher die Freipressung dieser und anderer in Deutschland inhaftierter Terroristen. Hierfür sollte Anna-Greta Leijon bei der „Operation Leo“ entführt werden. Als im Frühjahr 1975 für Einwanderungs- und Ausländerangelegenheiten zuständiges Regierungsmitglied wurde sie von Kröcher und seinen Komplizen für die umstrittene Auslieferung des nach seiner Beteiligung am Botschafts-Überfall schwerverletzten Siegfried Hausner an die Bundesrepublik Deutschland verantwortlich gemacht, der wenige Tage später in Haft verstorben war. Leijons Entführung wurde von den Tätern mehrfach verschoben, unter anderem wegen ihrer zwischenzeitlichen Schwangerschaft. Die Tat konnte schließlich vereitelt werden, indem Kröcher am 31. März 1977 in Stockholm von einem Einsatzkommando der schwedischen Sicherheitspolizei Säkerhetspolisen verhaftet wurde, die ihn bereits rund ein Jahr lang observiert hatte.

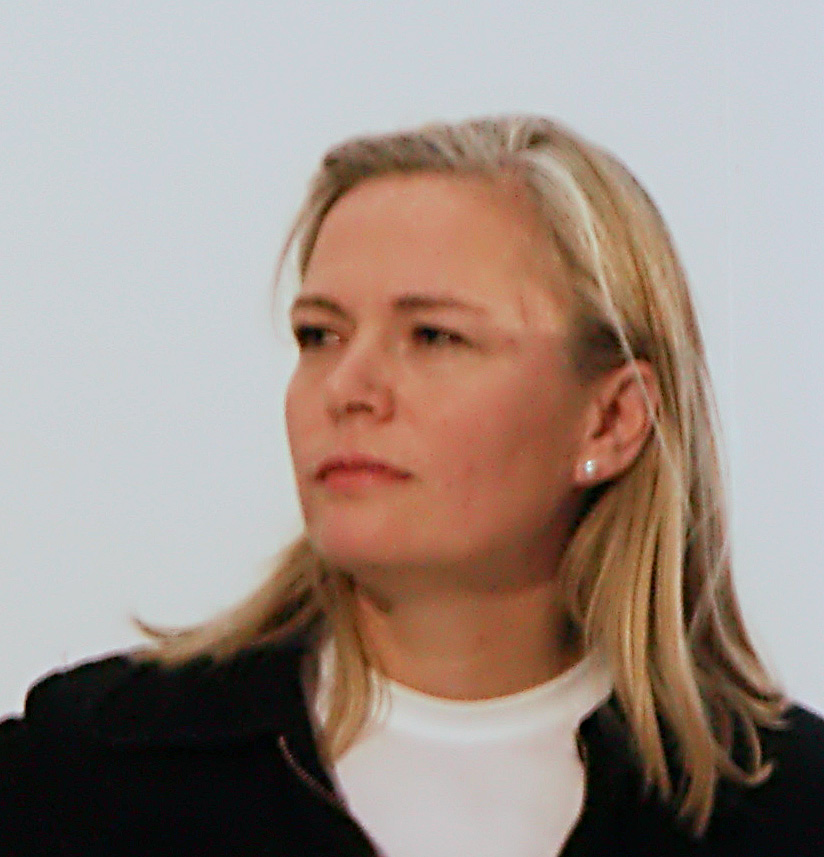
Anna-Greta Leijons Tochter Britta Lejon war zwischen 1998 und 2002 stellvertretende Justizministerin sowie von 2002 bis 2006 Ersatzmitglied des Reichstages.

Nach dem Wahlsieg der SAP bei der Wahl zum Reichstag am 19. September 1982 übernahm Anna-Greta Leijon in der Regierung Palme II am 8. Oktober 1982 das Amt als Ministerin für den Arbeitsmarkt (Statsråd och chef för arbetsmarknadsdepartementet) und bekleidete dieses Ministeramt vom 13. März 1986 bis zum 19. Oktober 1987 auch in der Regierung Carlsson I. Sie war zwischen dem 9. und 15. November 1983 kommissarische Justizministerin. Nachdem sie vom 29. September 1985 bis zum 7. Juli 1988 Ersatzmitglied des Reichstages war, war sie zwischen dem 8. Juli 1988 und dem 13. Juni 1990 erneut Mitglied des Reichstages. Im Zuge einer Umbildung des ersten Kabinetts Carlsson wurde sie am 19. Oktober 1987 als Nachfolgerin von Sten Wickbom Justizministerin (Statsråd och chef för justitiedepartementet) und bekleidete dieses Ministeramt bis zum 7. Juni 1988, woraufhin Industrieminister Thage G. Peterson den Posten kommissarisch übernahm. Nach ihrem Ausscheiden aus der Regierung war sie vom 6. Oktober 1988 bis zum 13. Juni 1990 Vorsitzende des Finanzausschusses (Finansutskottet) des Reichstages sowie zugleich zwischen dem 17. Oktober 1988 und dem 4. Oktober 1989 auch Mitglied der schwedischen Delegation beim Nordischen Rat.
Nach ihrem Ausscheiden aus dem Reichstag war Anna-Greta Leijon zwischen 1992 und 1994 Generaldirektorin des Arbeitsumweltinstituts (Arbetsmiljöinstitutet) und daraufhin von 1994 bis 2000 Vorsitzende des Verwaltungsrates der öffentlich-rechtliche Fernsehgesellschaft Sveriges Television (SVT). Zugleich übernahm sie 1995 von Hans Alfredson die Funktion als Geschäftsführerin der Stiftung des Stockholmer Freilichtmuseums Skansen und hatte diese bis zu ihrer Ablösung durch John Brattmyhr 2005 inne. Außerdem war sie noch zwischen 1999 und 2008 Vorsitzende des Verwaltungsrates des Moderna Museet, ein 1958 eingeweihtes staatliches Museum für schwedische, nordische und internationale moderne und zeitgenössische Kunst auf der Insel Skeppsholmen in Stockholm.
Aus ihrer von 1964 bis 1970 dauernden Beziehung mit dem späteren Wirtschaftsmanager Anders Leion (* 1939) stammten die beiden Töchter Britta und Svante. Die Tochter Britta Lejon (* 2. November 1964) war zwischen 1998 und 2002 stellvertretende Justizministerin sowie von 2002 bis 2006 Ersatzmitglied des Reichstages. 1975 heiratete Anna-Greta Leijon den Bauingenieur Leif Backéus.

## Veröffentlichungen
- Swedish Women, Swedish Men, 1968
- La condition familiale en mutation, Mitautorin Marianne Kärre, 1972
- Alla rosor ska inte tuktas!, Memoiren, 1991